# Jacqueline Wiles
Jacqueline Wiles, född 13 juli 1992, är en amerikansk alpin skidåkare som debuterade i världscupen den 29 november 2013 i Beaver Creek i USA. Hennes första pallplats i världscupen kom när hon blev trea i störtlopp den 15 januari 2017 i Zauchensee i Österrike.
Wiles deltog vid olympiska vinterspelen 2014 och 2022.